# Boronia barkeriana
Boronia barkeriana är en vinruteväxtart. Boronia barkeriana ingår i släktet Boronia och familjen vinruteväxter.

## Underarter
Arten delas in i följande underarter:
- B. b. angustifolia
- B. b. barkeriana
- B. b. gymnopetala